# Viktor Arnar Ingólfsson
Viktor Arnar Ingólfsson (ur. 12 kwietnia 1955 w Akureyri) – islandzki inżynier budownictwa lądowego oraz wodnego i pisarz, autor powieści kryminalnych. Jeden z najbardziej popularnych autorów powieści kryminalnych w Islandii.

## Życiorys
Pierwszą powieść wydał w 1978. W 2001 powieść Engin spor, a w 2004 powieść Flateyjargáta (tytuł polski: Tajemnica wyspy Flatey, w tłumaczeniu Jacka Godka) były nominowane do nagrody Szklanego Klucza, przyznawanej corocznie pisarzom z krajów nordyckich za najlepszą powieść kryminalną.
Mieszka w Reykjavíku.

## Książki przełożone na język polski
- Tajemnica wyspy Flatey. Gliwice: 2017. ISBN 978-83-283-2631-6. Brak numerów stron w książce